# Лемеже
Лемеже (пол. Lemierze) — село в Польщі, у гміні Балтув Островецького повіту Свентокшиського воєводства.
Населення — 155 осіб (2011).
У 1975-1998 роках село належало до Келецького воєводства.

## Демографія
Демографічна структура на день 31 березня 2011 року:
|          | Загалом | Допрацездатний вік | Працездатний вік | Постпрацездатний вік |
| -------- | ------- | ------------------ | ---------------- | -------------------- |
| Чоловіки | 79      | 14                 | 57               | 8                    |
| Жінки    | 76      | 11                 | 38               | 27                   |
| Разом    | 155     | 25                 | 95               | 35                   |